# Prince of Persia 3D
Prince of Persia 3D là tựa game hành động phiêu lưu do hãng Red Orb Entertainment phát triển và The Learning Company phát hành cho Microsoft Windows, đây là phiên bản thứ ba trong loạt game Prince of Persia. Trò chơi ra mắt lần đầu vào năm 1999, 10 năm kể từ sau bản gốc và được kết hợp đồ họa 3D trong lối chơi của game.
Năm 2000, một phiên bản trên hệ máy Dreamcast dưới cái tên Prince of Persia: Arabian Nights do hãng Avalanche Software phát triển và Mattel Interactive phát hành, rồi sau được Red Orb Entertainment và The Learning Company mua lại. Nhiều lỗi trong phần điều khiển từ phiên bản máy tính ban đầu đã được chỉnh sửa và vá một số lỗi đáng chú ý khác, cải thiện lối chơi của phiên bản chuyển thể này, mặc dù nó vẫn bị mắc những vấn đề về camera như nhau. Phiên bản này chỉ được phát hành ở Bắc Mỹ.

## Cốt truyện
Cốt truyện của game này là sự tiếp nối liền mạch với hai phiên bản trước. Người em đố kị của Sultan là Assan mưu mô cưới Công chúa cho cậu con trai Rugno nửa người nửa cọp của hắn. Khi biết được mối tình giữa Hoàng tử và Công chúa, Assan tìm cách gài bẫy và chia cách hai nhân vật đáng yêu này. Hoàng tử bị bắt giam vào ngục tối cầm chắc cái chết trong khi Công chúa bị Rugnor giam giữ tại lâu đài biệt lập trên núi cao. Nhiệm vụ của người chơi sẽ là tìm cách giúp Hoàng tử thoát khỏi ngục tối và cứu được Công chúa từ tay kẻ xấu.
Mọi chuyện bắt đầu với vị Hoàng tử (Prince) và Quốc vương Ba Tư (Sultan of Persia) đến thăm anh trai của Sultan là Assan. Ngay sau đó, đội vệ binh riêng của Hoàng tử đã bị quân lính của Assan giết chết, bản thân mình bị nhốt trong ngục tối và Sultan thì bị Assan bắt đi. Hoàng tử tìm cách thoát khỏi ngục tối và chợt phát hiện ra rằng Quốc vương Ba Tư đã hứa với Assan nhiều năm về trước là ông sẽ gả con gái của mình cho con trai của Assan là Rugnor chứ không phải Hoàng tử. Sau một hồi phiêu bạt bỗng Hoàng tử thấy cả hai người nhưng Assan đã giết chết Sultan do một sự nhầm lẫn, trong khi đang cố giết Hoàng tử. Assan lập tức chạy trốn nhưng Hoàng tử quyết định đuổi theo Rugnor, kẻ đã bắt cóc Công chúa Ba Tư (Princess of Persia) làm tù nhân. Hoàng tử và Rugnor đã có nhiều lần giao chiến bất phân thắng bại nhưng Hoàng tử đã chứng tỏ với Rugnor là chàng sẽ không bỏ cuộc, riêng Công chúa không đời nào chịu quy phục hắn đã khiến Rugnor nổi giận quyết định ra tay giết chết cô. Hắn trói cô vào cỗ máy lớn để cố nghiền nát cô Công chúa này. Tuy nhiên cũng may là Hoàng tử tới kịp lúc trước khi điều này xảy ra và xuống tay giết chết Rugnor cùng việc vô hiệu hóa cỗ máy. Hoàng tử sau đó cùng công chúa chạy trốn qua một con thú bay, theo hướng trái ngược Ba Tư, chứ không phải về phía nó.

## Nhân vật
- Prince – Mồ côi cha mẹ từ bé, Hoàng tử (Prince) trải qua thời niên thiếu trên đường phố và vươn lên nhờ sự nhanh nhẹn và trí thông minh. Cuộc sống của Hoàng tử đã hoàn toàn thay đổi kể từ khi anh gặp và yêu công chúa, con gái của Sultan. Trong Prince III, Hoàng tử đã trở thành một chàng trai vạm vỡ nhưng mang dáng dấp của người bình thường hơn là một anh hùng.
- Princess – Con gái của quốc vương, rất thông minh và xinh đẹp, tuy nhiên nàng Công chúa (Princess) lại thường xuyên bị bắt cóc và là nguyên do cho những cuộc phiêu lưu giải cứu người đẹp của Hoàng tử.
- Assan – Là em của quốc vương, nổi tiếng là gian trá, đố kị và độc ác. Chính hắn là người sắp đặt các kế hoạch hãm hại Hoàng tử và Công chúa.
- Rugnor – Con trai nửa người nửa cọp của Assan. Trong hắn luôn diễn ra sự giằng co giữa hai cá tính: một nhân cach bình thường và một xấu xa, khát máu của loài cọp. Rugnor bắt giam Công chúa trong một lâu đài biệt lập và ép nàng làm vợ hắn.
- Palace Guard – Lính canh khu nhà ngục nằm sâu dưới lòng đất. Những tay kiếm điêu luyện như Hoàng tử hoàn toàn có thể dễ dàng hạ gục đám lính canh này nếu có vũ khí trong tay.
- Assassin – Là gã sát thủ sử dụng một cặp gươm hai lưỡi, thứ vũ khí mà chính Hoàng tử cũng sẽ sử dụng về sau. Tốc độ nhanh nhẹn và đặc biệt nguy hiểm khi đối đầu ở cự ly gần.
- Dirigible – Một loại khinh khí cầu điều khiển được rất nhanh nhẹn.
- Djinni – Trong những câu chuyện cổ tích Ngàn lẻ một đêm thì Djinni vừa có thể là thiện, vừa có thể là ác. Djinni tốt sẽ giúp nhân vật bằng cách cung cấp thực phẩm, phương tiện di chuyển và vũ khí ma thuật. Djinni xấu bắt cóc phụ nữ để đòi tiền chuộc. Còn Djinni trong game thuộc loại xấu buộc Hoàng tử phải thật cẩn trọng khi chiến đấu.
- Muck Monster – Một đối thủ tàn bạo và nguy hiểm của Hoàng tử do các phù thủy vô tình tạo ra.

## Lối chơi
Prince of Persia 3D có bốn điểm chính yếu mà các nhà làm game giữ lại từ các phiên bản trước là chuyển động nhuần nhuyễn, các loại bẫy tinh vi, các đặc trưng của Hoàng tử và sự kết hợp giữa yếu tố hành động và phiêu lưu. Trong khi đó, điểm cải tiến quan trọng nhất là sự thay đổi từ tầm nhìn 2D sang 3D khiến người chơi có cảm giác như đang trực tiếp tham gia vào trò chơi. Việc giữ nguyên kiêu di chuyển của các nhân vật cũng như đảm bảo các thao tác điều khiển phải đơn giản, dễ dàng và trực giác là một thách thức đối với các nhà thiết kế, nhất là khi đã chuyển sang dạng 3D.
Việc bố trí bẫy, cửa sập hay các lưỡi hái cũng đặt ra rất nhiều khó khăn vì trong môi trường 3D, tầm nhìn của người chơi bị giới hạn ở tầm nhìn của chính nhân vật. Trong Prince of Persia 3D, người chơi cũng sẽ nhìn thấy mọi vật qua góc nhìn của người thứ ba. Nếu ở Prince of Persia II, nhân vật của người chơi chạy dọc hành lang rồi dẫm lên một viên gạch - công tắc nào đó để mở cánh cửa ở tầng trên hoặc đá lở rơi xuống sẽ mở cửa tầng dưới... đều nằm trong tầm kiểm soát của người chơi, thì sang Prince of Persia 3D đã được các nhà làm game đưa ra giải pháp là chuyển camera đến chỗ xảy ra sự kiện hay cho xem một đoạn phim nào đó... hoặc bố trí lại các bẫy, cơ quan bí mật để đảm bảo cho người chơi có thể ghi nhận và biết những gì đã hoặc sẽ xảy ra.
Xét từ góc độ nội dung thì Prince of Persia 3D là sự kết hợp giữa phiêu lưu và hành động với tỷ lệ khoảng 70/30. Khác với các phiên bản trước, ngoài thanh gươm, Hoàng tử có thêm những vũ khí khác như gậy dài, đoản đao và cả cây cung nữa. Thiền trượng thích hợp cho những cú đánh mạnh, tầm xa nhưng tốc độ chậm, đao sử dụng trong phạm vi rất gần, cung thích hợp cho những cú bắn tỉa từ rất xa nhưng nạp tên là một công việc mất thời gian và không nên sử dụng khi bị địch truy kích. Ngoài ra, cánh cung với những loại tên khác nhau còn có thể dùng để gạt công tắc hay phá các cạm bẫy nguy hiểm vốn rất nhiều trong suốt chặng đường đi tìm công chúa. Một số loại tên còn có tính năng ma thuật, chẳng hạn như Arrow of Discord (mũi tên bất hòa) khiến đối phương tự đánh lẫn nhau. Các lọ nước phép ngoài tính năng cấp thêm năng lượng và máu cho Hoàng tử, còn có thể giúp chàng thay đổi hình dạng như biến thành chim.
Prince of Persia 3D có đến hơn 30 chủng loại lính gồm cả người lẫn thú đủ để người chơi thử sức. Bên cạnh đó là vô số các cạm bẫy khác nhau. Tuy có dáng vẻ bên ngoài như một chiến binh, đôi lúc người chơi điều khiển Hoàng tử sẽ phải cố gắng tránh những cuộc đụng độ không cần thiết. Thậm chí có màn Hoàng tử sẽ không có vũ khí và phải tìm cách tránh né để di chuyển sang màn tiếp theo. Mặc dù phần lớn trò chơi là tìm đường và giải đố nhưng kỹ thuật chiến đấu cũng là một phần quan trọng. Khi rút vũ khí ra, Hoàng tử chuyển sang chế độ chiến đấu, tốc độ di chuyển sẽ chậm đi, nhân vật tự động quay người đối mặt với kẻ thù. Các thao tác điều khiển sẽ rất đơn giản gồm có sang trái, sang phải, tấn công và phòng thủ. Để chiến thắng, người chơi cần chú trọng vào những thế đánh và đỡ cũng như chọn thời điểm tấn công thích hợp chứ không nên bấm phím lung tung như trong các game đánh nhau khác. Cũng sẽ có một số thế tấn công và kết thúc đặc biệt đó là những tuyệt chiêu, tuy nhiên tổ hợp phím để ra được những chiêu này sẽ không quá khó nhớ và dễ thao tác cho người chơi hơn.

## Phát triển
Prince of Persia 3D do hãng Red Orb phát hành do sự chuyển nhượng từ Broderbund. Tuy nhiên, do khó khăn về tài chính, Red Orb đã buộc phải phát hành game sớm hơn dự kiến và đã buộc Red Orb phải phát hành trước khi nó đã trải qua các giai đoạn phát hiện lỗi và sửa chữa. Hơn nữa, nó đã được bán lần đầu cho Mattel, sau đó bán lại cho The Learning Company.

## Đón nhận
Prince of Persia 3D nhận được đánh giá trái chiều từ các nhà phê bình. IGN chấm cho game là 7.1 điểm ở mức "tốt", ca ngợi nét độc đáo, hình diễn hoạt di động và chất lượng đồ họa cũng như cơ chế nhảy khá tốt. GameSpot cho số điểm 6.0 và chỉ trích mô hình nhân vật thiết kế thô sơ, hiệu ứng camera gây khó khăn và phần điều khiển không thuận lợi, nhưng lại ca ngợi tính hành động của game.